# ليندا هوبر
ليندا هوبر (بالإنجليزية: Linda Hopper)‏ هي مغنية وكاتبة غنائية أمريكية، ولدت في 14 مارس 1959 في الولايات المتحدة.

## وصلات خارجية
- ليندا هوبر على موقع IMDb (الإنجليزية)
- ليندا هوبر على موقع ميوزك برينز (الإنجليزية)